# Andrés Gabriel Ferrada Moreira
Andrés Gabriel Ferrada Moreira (Santiago del Cile, 10 giugno 1969) è un arcivescovo cattolico cileno, dal 5 giugno 2022 segretario del Dicastero per il clero.

## Biografia

### Formazione e ministero sacerdotale
È stato ordinato sacerdote per l'arcidiocesi di Santiago del Cile il 3 luglio 1999 presso la cattedrale di Santiago del Cile.
Ha ricoperto il ruolo di direttore degli studi e prefetto di teologia presso il Seminario Pontificio Mayor de los Santos Ángeles Custodios di Santiago del Cile.
Successivamente si è trasferito a Roma per completare gli studi e ha conseguito il dottorato in teologia presso la Pontificia Università Gregoriana nel 2006.
Nel 2018 è stato nominato officiale della Congregazione per il clero.

### Ministero episcopale
L'8 settembre 2021 papa Francesco lo ha nominato segretario della Congregazione per il clero (con l'inizio della carica fissata per il 1º ottobre) e arcivescovo titolare di Tiburnia. Con l'entrata in vigore della costituzione apostolica Praedicate evangelium, ha mantenuto la carica di segretario del neonato Dicastero per il clero.
Ha ricevuto l'ordinazione episcopale il 17 ottobre, nella basilica di San Pietro in Vaticano, insieme al vescovo Guido Marini, per imposizione delle mani dello stesso pontefice, co-consacranti il cardinale Beniamino Stella e l'arcivescovo Lazarus You Heung-sik, rispettivamente prefetto emerito e prefetto della Congregazione per il clero.

## Genealogia episcopale
La genealogia episcopale è:
- Cardinale Scipione Rebiba
- Cardinale Giulio Antonio Santori
- Cardinale Girolamo Bernerio, O.P.
- Arcivescovo Galeazzo Sanvitale
- Cardinale Ludovico Ludovisi
- Cardinale Luigi Caetani
- Cardinale Ulderico Carpegna
- Cardinale Paluzzo Paluzzi Altieri degli Albertoni
- Papa Benedetto XIII
- Papa Benedetto XIV
- Papa Clemente XIII
- Cardinale Bernardino Giraud
- Cardinale Alessandro Mattei
- Cardinale Pietro Francesco Galleffi
- Cardinale Giacomo Filippo Fransoni
- Cardinale Carlo Sacconi
- Cardinale Edward Henry Howard
- Cardinale Mariano Rampolla del Tindaro
- Cardinale Antonio Vico
- Arcivescovo Filippo Cortesi
- Arcivescovo Zenobio Lorenzo Guilland
- Vescovo Anunciado Serafini
- Cardinale Antonio Quarracino
- Papa Francesco
- Arcivescovo Andrés Gabriel Ferrada Moreira